# 成龍
成龍，SBS，MBE，PMW（英語：Jackie Chan，1954年4月7日—），原名陳港生，后改名房仕龍，前藝名元樓，香港男演员、歌手、导演、編劇和電影監製。1979年加盟嘉禾公司，填補突然逝世的李小龙，期間拍攝多部電影，屢創佳績。1998年因何冠昌逝世而暫時離開嘉禾。同年年底，經嘉禾集團創辦人鄒文懷的邀請回歸拍攝《玻璃樽》和《特務迷城》。2001年初加盟英皇集團至今。成龍以功夫喜劇為名，自称大部份場面親身上陣并以其為賣點，是少數在好莱坞和国际上都取得成功的華人演員，其多部電影如《火拼時速》系列在全球獲得票房成功。。2015年，《福布斯》估值其資產約3.5億美元。2016年，成龍是全球收入第二高的男演員；同年他成為首位获得奧斯卡終身成就獎的華人。
演藝事業外，成龍亦熱心公益事業。2004年擔任聯合國兒童基金會親善大使。2006年入選《福布斯》全球十大慈善之星。2009年，成龍受聘成为中国禁毒宣傳形象大使。

## 生平

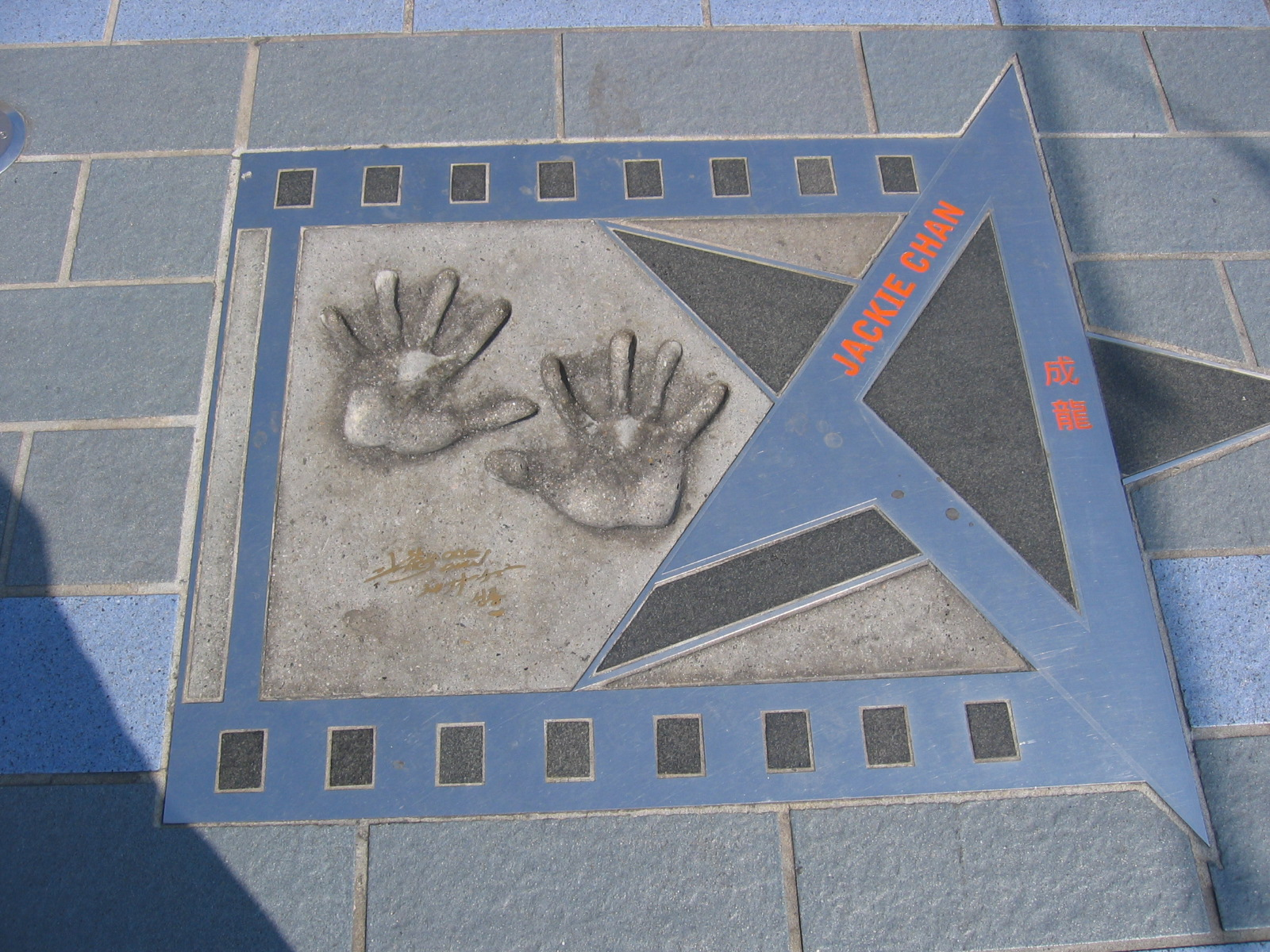
成龍在香港星光大道上的手印（2005）

### 早期生涯
成龍原名陳港生，生於香港太平山。父親房道龍1915年生於山東，於9嵗赴安徽省和县沈巷镇（今属芜湖市）成長，曾在安徽結婚，並育有二子房仕德、房仕勝，1947年獨自至香港發展，曾在美國駐港領事館负责厨务及佣人工作，從母姓（即成龍的祖母）改名「陳志平」，在香港另娶陳月榮。2013年8月31日，成龍回到安徽蕪湖沈巷镇，與同父異母哥哥相認，改名房仕龍。
成龙曾接受幼稚園教育，并曾入讀原位於香港島堅道的南華中學小學部小學一年級（1959年為止）。因脾性顽劣，无心向学，且父亲调职澳洲等一系列原因，小学一年级未讀完就被改送到中国戏剧学院。1960年成龍六歲時，認京剧武生于占元為義父，寄居位於九龍尖沙咀美麗都大廈的院址，學習京劇與功夫。后組成七小福戲班演出，藝名元樓，為元家班之一。由於后来京劇式微，于占元為了徒弟的前途，鼓勵徒弟們參與電影演出，包括李小龙的电影里的替身工作。但1973年李小龙猝死，公司资源大部分转移到粤语喜剧电影那边，武行替身演员大规模失业，成龙一度离开香港到澳洲谋生。
1976年，成龍在澳洲期間，通過經理人陳自強的關係，被當時的電影人羅維看中，返港拍攝《新精武門》。當時因李小龍風潮，改藝名為成龍。因当时仍按公司要求模仿李小龙风格，事业发展停滞不前。

### 称雄亚洲
1978年吳思遠開拍由袁和平執導的《蛇形刁手》，向羅維借用成龍出任主角，及同年拍攝的《醉拳》，大破東亞各地票房紀錄，取得空前成功。隨後更自導自演拍多攝多部動作電影，包括《笑拳怪招》、《師弟出馬》等。這時羅維的幕後支持者嘉禾電影的鄒文懷安排成龍到好萊塢拍攝《殺手壕》、《炮彈飛車》、《威龍猛探》一系列的低成本西片，未有作為。
1981年回歸香港拍攝《龍少爺》重振聲威，接著同師兄洪金寶拍攝一系列「福星片」。1985年成龍更憑著《警察故事》獲香港電影金像獎最佳故事片獎。
1985年9月初，成龍與譚詠麟及曾志偉等演員遠赴南斯拉夫拍攝電影《龍兄虎弟》時發生意外，有一個鏡頭是成龍要從一棵樹上跳下來，在跳的瞬間樹幹折斷，摔下來時頭部著地，耳朵大量流血。送院後證實左耳頭骨凹陷，碎骨內移並情況危殆。曾志偉致電身在香港的嘉禾電影負責人鄒文懷求助，鄒聯絡一名瑞士頂尖的腦科醫生，該醫生當時正在南斯拉夫講學，並緊急把他請來醫院為成龍做開腦手術。成龍留醫一星期情況好轉並脫離危險期，出院後再靜養兩星期便康復及恢復拍攝。
1992年以《警察故事3》榮獲金馬獎最佳男主角，1993年再度憑《重案組》連莊金馬獎影帝。

### 走向國際
成龍早在1980年時便開始打入好莱坞市場，但他邁向國際之路並不順遂；他首次進軍國際的作品是《殺手壕》，票房失利，令成龍要相隔多年才再闖好莱坞。
真正令成龍打入國際市場是1994年拍攝的《紅番區》，在美國上映時創下高票房紀錄，進而接下好萊塢電影《尖峰時刻》系列，亦獲得極高的票房，登上《時代》雜誌。但是接下來的好萊塢影片如《環遊世界八十天》，在全球票房普遍不佳。
成龍曾經表示，其實好萊塢並不是他的天下，只有回到香港才是如魚得水的。
儘管成龍票房影響力不如以往，2007年在北美上映的《尖峰時刻3》仍創下將近1億4千萬美元的票房紀錄，總計《尖峰時刻》系列三部在北美累積票房超過5億美元、全球累積8億3千5百萬美元；目前為止，尚沒有其他亞洲演員領銜主演的電影能在國際達到同等成績。成龍歷年在全球賣座的好萊塢電影依序是《功夫夢》、《尖峰時刻2》、《尖峰時刻3》、《尖峰時刻》、《紅番區》、《威龙猛探》、《杀手壕》、《邻家特工》、《功夫之王》、《燕尾服》、《西域威龍》、《皇家威龍》、《環遊世界八十天》。
2012年上映的《十二生肖》，獲得香港電影金像獎和金馬獎的最佳動作設計。
2016年8月30日，和电影剪辑师安娜·寇茨、选角导演林·斯塔马斯特和纪录片制作人弗雷德里克·怀斯曼一起，被美国电影艺术与科学学院理事会选为2016年奥斯卡终身成就奖获得者。
2016年11月12日，成龍親自前往美國加州領取第89屆奧斯卡終身成就獎。

## 个人生活
成龙妻子为林鳳嬌，兩人育有一子房祖名，原名陳祖明。2001年，成龍由其父親房道龍處知道其祖籍為山東，本姓房。2003年成龍兒子回歸本姓，改名房祖名。
另外，成龙与吳綺莉有一女吳卓林。

## 影視作品

### 電影
| 年份   | 片名                     | 角色             | 職務                                                           | 香港票房（港幣） | 合作演員/備註 |
| ------ | ------------------------ | ---------------- | -------------------------------------------------------------- | ---------------- | --- |
| 1962年 | 橫掃江南七霸天           | 張六霸           | 演員                                                           |                  | 七小福（洪金寶、元彪、元華、元德、元奎、元武） ∗童星時期 ∗成龍以藝名元樓演出、洪金寶以藝名元龍演出                         |
| 1964年 | 梁山伯与祝英台           | 仙童             | 演員                                                           |                  | 李麗華、雷震、嚴俊、尤敏、王萊、沈芝華、沈殿霞、馬笑儂 ∗童星時期                                                           |
| 1964年 | 秦香莲                   | 冬哥             | 演員                                                           |                  | 李麗華、楊群、嚴俊、鳳凰女、梁醒波 ∗童星時期                                                                               |
| 1964年 | 兩湖十八鏢(上集)         | 七小福           | 演員                                                           |                  | |
| 1964年 | 兩湖十八鏢(下集)         | 七小福           | 演員                                                           |                  | |
| 1972年 | 精武門                   |                  | 客串、龍虎武師                                                 | 4,431,423.50     | 李小龍、苗可秀、田豐、田俊、李昆                                                                                           |
| 1972年 | 香港過客                 |                  | 客串                                                           | 259,515.10       | |
| 1973年 | 廣東小老虎               | 阿龍             | 演員                                                           |                  | 陳鴻烈、田豐 |
| 1973年 | 龍爭虎鬥                 |                  | 客串、龍虎武師                                                 | 3,307,520.40     | 李小龍、尊薩遜（John Saxon）、鍾玲玲、茅瑛、占基利（Jim Kelly）                                                            |
| 1973年 | 刁手怪招                 | 阿龍             | 演員                                                           |                  | 袁小田、石天、韓國材、權永文                                                                                               |
| 1973年 | 小偷鬥大賊               |                  | 演員                                                           | 335,836.30       | 白天、徐小明、韓國材、鄭少秋、鄧光榮、胡錦                                                                                 |
| 1973年 | 頂天立地（又名北派功夫） | 司達             | 演員                                                           | 69,336.20        | 王青 |
| 1973年 | 四王一后                 |                  | 演員                                                           | 183,153.50       | 施思、羅烈、Sal Borgese、Antonio Cantafora、Robert Malcolm、Jacques Dufilho                                                |
| 1974年 | 金瓶雙豔                 | 惲哥             | 演員                                                           | 1,842,469.60     | 楊群、胡錦、恬妮、陳萍 ∗以藝名陳元龍演出                                                                                   |
| 1974年 | 女警察                   |                  | 演員                                                           | 287,493.80       | 秦祥林、林秀、貝蒂 ∗以藝名陳元龍演出                                                                                       |
| 1975年 | 花飛滿城春               | 小唐             | 演員                                                           | 1,062,710.50     | 夏雯、梁蘭思、胡茵茵、劉一帆、恬妮、倩 ∗以藝名陳元龍演出                                                                   |
| 1975年 | 碼頭龍虎鬥               |                  | 演員                                                           |                  | |
| 1976年 | 新精武門                 | 阿龍             | 演員                                                           | 456,787.20       | 苗可秀、陳星 |
| 1976年 | 少林門                   | 譚小弟           | 演員                                                           | 797,921.20       | 譚道良、洪金寶、吳宇森 ∗以藝名陳元龍演出                                                                                   |
| 1976年 | 少林木人巷               | 啞巴             | 演員                                                           | 476,950.70       | 金剛、龍君兒 |
| 1976年 | 風雨雙流星               | 天魔星花無病     | 演員                                                           |                  | 王羽、藍毓莉、玉靈龍 |
| 1976年 | 舞拳                     |                  | 動作設計                                                       |                  | 茅瑛、秦沛、石天、許不了                                                                                                   |
| 1977年 | 劍花煙雨江南             | 雷少峰           | 演員                                                           | 292,664.90       | 徐楓 |
| 1977年 | 飛渡捲雲山               | 丁沖             | 演員                                                           | 775,522          | 田俊、梁小龍、汪萍 |
| 1978年 | 蛇形刁手                 | 簡福             | 演員                                                           | 2,708,748.20     | 袁小田、黃正利、石天 ∗正式用成龍藝名演出                                                                                   |
| 1978年 | 蛇鶴八步                 | 徐英風           | 演員                                                           | 662,851.30       | 金剛、苗可秀、金正南、李英國、劉雅英                                                                                       |
| 1978年 | 點止功夫咁簡單           | 江濤             | 演員                                                           | 1,526,871.50     | 田俊、金剛、龍君兒 |
| 1978年 | 醉拳                     | 黃飛鴻           | 演員                                                           | 6,763,793.40     | 袁小田、黃正利、林蛟、石天                                                                                                 |
| 1978年 | 拳精                     | 龍一郎           | 演員                                                           | 2,397,558        | 石天、李昆、武文秀、田俊                                                                                                   |
| 1979年 | 笑拳怪招                 | 興龍             | 導演、演員                                                     | 5,445,535        | 田俊、石天 |
| 1979年 | 龍拳                     | 唐皓雲           | 演員                                                           | 1,004,276.20     | 苗可秀、田俊、任世官 |
| 1980年 | 師弟出馬                 | 阿龍             | 導演、編劇、演員、動作指導                                     | 11,026,282.50    | 田豐、元彪、石堅、李麗麗、韋白、黃仁值                                                                                     |
| 1980年 | 孖寶闖八關               | 未演出           | 監製                                                           | 1,541,889        | 陳勳奇、雪梨 |
| 1980年 | 殺手壕                   | 阿龍 / Jerry     | 演員、動作指導                                                 | 5,776,530        | Jose Ferrer、Kristine DeBell、Mako ∗美國電影                                                                               |
| 1981年 | 砲彈飛車                 | 龍少爺           | 演員                                                           | 5,465,241        | 畢雷諾士、羅渣摩亞、花拉科茜、許冠文、Dean Martin、Dom DeLuise ∗美國電影                                                   |
| 1981年 | 老鼠街                   | 未演出           | 監製                                                           | 1,396,271        | 劉家勇、李海生、劉雅麗、馮克安                                                                                             |
| 1982年 | 龍少爺                   | 阿龍             | 導演、編劇、演員、動作指導                                     | 17,936,344       | 田豐、火星、雪梨 |
| 1983年 | A計劃                    | 馬如龍           | 導演、編劇、演員、動作指導                                     | 19,323,824       | 洪金寶、元彪、黃曼凝、關海山、劉克宣、太保、火星、狄威、羅浩楷                                                             |
| 1983年 | 奇謀妙計五福星           | Jackie           | 演員                                                           | 21,972,419       | 洪金寶、鍾楚紅、馮淬帆、吳耀漢、岑建勳、秦祥林、元彪 、夏文汐、李賽鳳                                                      |
| 1983年 | 龍騰虎躍                 | 興龍             | 演員                                                           | 1,993,793        | 惠天賜 |
| 1984年 | 砲彈飛車2                | Jackie           | 演員                                                           | 3,751,004        | 畢雷諾士、許冠文（飾香港隊成員，成龍的隊友） ∗美國電影                                                                     |
| 1984年 | 快餐車                   | 湯瑪士           | 演員                                                           | 21,465,013       | 元彪、洪金寶、蘿拉·福納（Maria Delores Forner）、賓尼（Benny Urquidez）                                                    |
| 1984年 | 神勇雙響炮               | 騎警             | 客串                                                           | 20,170,382       | 火星 |
| 1984年 | 迷你特工隊               | 大牛             | 演員                                                           |                  | 王羽、林青霞、孫越、鄭少秋、許不了、方正、陶大偉、孫越 ∗台灣電影                                                           |
| 1985年 | 威龍猛探                 | 比利王           | 演員、動作指導                                                 | 13,917,612       | 李賽鳳、葉倩文 |
| 1985年 | 龍的心                   | 龍               | 演員                                                           | 20,335,429       | 洪金寶、陳友、太保 ∗主題曲《誰可相依》榮獲【第五屆香港電影金像獎最佳電影歌曲】                                             |
| 1985年 | 警察故事                 | 陳家駒           | 導演、編劇、演員、動作指導                                     | 26,626,760       | 張曼玉、林青霞、董驃、林國雄、楚原、曹查理、湯鎮業、劉志榮、太保                                                           |
| 1985年 | 福星高照                 | 雞骨草 / 鐵力威  | 演員                                                           | 30,748,643       | 洪金寶、胡慧中、元彪、馮淬帆、吳耀漢、秦祥林、曾志偉、曹達華、林正英、 ∗角色台譯：大力丸                                   |
| 1985年 | 夏日福星                 | 雞骨草 / 鐵力威  | 演員                                                           | 28,911,851       | 洪金寶、胡慧中、元彪、曹達華、劉德華、倉田保昭、馮淬帆、吳耀漢、曾志偉、苗僑偉、關之琳、秦祥林 ∗角色台譯：大力丸           |
| 1986年 | 富貴列車                 |                  | 客串                                                           | 28,122,275       | |
| 1986年 | 扭計雜牌軍               |                  | 監製、客串                                                     | 9,818,377        | 火星、惠英紅、劉嘉玲 |
| 1987年 | 龍兄虎弟                 | Jackie/亞洲飛鷹  | 導演、編劇、演員、動作指導                                     | 35,469,408       | 譚詠麟、關之琳、蘿拉·福納（Maria Delores Forner）、Bozidar Smiljanic                                                       |
| 1987年 | A計劃續集                | 馬如龍           | 導演、編劇、演員、動作指導                                     | 31,459,916       | 張曼玉、關之琳、劉嘉玲、董驃、林威、呂良偉、太保、火星、何家勁、陳惠敏、王龍威、黃曼凝、Bozidar Smiljanic                  |
| 1987年 | 良青花奔月               | 未演出           | 監製                                                           | 1,473,819        | 呂良偉 |
| 1988年 | 警察故事續集             | 陳家駒           | 導演、編劇、演員、動作指導                                     | 34,151,609       | 張曼玉、董驃、林國雄、楚原、曹查理、林國彬、張午郎、黎強權                                                                 |
| 1988年 | 飛龍猛將                 | 龍約翰           | 演員                                                           | 33,578,920       | 洪金寶、元彪、元華、楊寶玲、葉德嫻、喬宏、成奎安、賓尼（Benny Urquidez）                                                   |
| 1988年 | 胭脂扣                   | 未演出           | 監製、動作指導                                                 | 17,476,414       | 梅艷芳、張國榮 |
| 1988年 | 霸王花                   |                  | 監製、客串                                                     | 15,581,156       | 胡慧中、惠英紅、吳君如、陳雅倫、杜德偉、樓南光                                                                             |
| 1989年 | 奇蹟                     | 郭振華           | 導演、編劇、演員、動作指導                                     | 34,036,029       | 梅艷芳、午馬、董驃、歸亞蕾、樓南光、吳耀漢、田豐、倪震、葉蘊儀、柯俊雄、周比利、張學友、任達華、呂良偉、呂方               |
| 1989年 | 神勇飛虎霸王花           | 未演出           | 監製                                                           | 18,151,313       | 胡慧中、吳君如、惠英紅 |
| 1989年 | 說謊的女人               | 未演出           | 監製                                                           | 4,776,267        | 劉嘉玲、夏文汐、羅美薇、吳啟華                                                                                             |
| 1990年 | 初到貴境                 |                  | 客串                                                           | 1,994,373        | |
| 1990年 | 舞台姊妹                 | 未演出           | 監製                                                           | 2,237,184        | 王玉環、梅愛芳、黎燕珊、陳玉蓮                                                                                             |
| 1990年 | 西環的故事               | 未演出           | 監製                                                           | 3,610,814        | 李子雄、鄭浩南、郭富城 |
| 1991年 | 飛鷹計劃                 | Jackie/亞洲飛鷹  | 導演、編劇、演員、動作指導                                     | 39,048,711       | 鄭裕玲、伊華歌寶（Eva Cobo De Garcia）、池田昌子（Bozidar Smiljanic）                                                      |
| 1991年 | 火燒島                   | 大鎚             | 演員                                                           | 22,194,720       | 洪金寶、劉德華、梁家輝、庹宗華、王羽                                                                                       |
| 1991年 | 火爆浪子                 | 未演出           | 監製                                                           | 764,386          | 林國斌、梁婉靜、孟龍、孫健                                                                                                 |
| 1992年 | 雙龍會                   | 公子 / 搏命      | 演員                                                           | 33,225,134       | 泰迪羅賓、張曼玉、利智、楚原、黃霑、張艾嘉、張堅庭、王龍威 ∗角色台譯：馬友、玩命                                           |
| 1992年 | 警察故事III超級警察      | 陳家駒           | 監製、演員                                                     | 32,722,452       | 楊紫瓊、張曼玉、董驃、曾江、元華、陳欣健、火星、盧惠光、顧美華                                                             |
| 1992年 | 西藏小子                 |                  | 客串                                                           | 10,384,155       | 元彪、元華、李嘉欣、利智                                                                                                   |
| 1992年 | 阮玲玉                   | 未演出           | 監製                                                           | 7,480,778        | 張曼玉 |
| 1992年 | 危險情人                 | 未演出           | 監製                                                           | 3,819,056        | 郭富城、袁潔瑩、梁家仁、劉青雲、徐錦江                                                                                     |
| 1993年 | 超級計劃                 | 陳家駒           | 監製、客串                                                     | 9,337,853        | 榮光、楊紫瓊、周華健、樊少皇、曾志偉                                                                                       |
| 1993年 | 重案組                   | 陳艾迪           | 演員                                                           | 27,439,331       | 鄭則士、羅家英、柯受良、伍詠薇 ∗榮獲【第30屆金馬獎最佳男主角】                                                             |
| 1993年 | 城市獵人                 | 孟波             | 演員                                                           | 30,759,444       | 后藤久美子、王祖賢、邱淑貞、溫翠蘋、黎明、軟硬天師、單立文                                                                 |
| 1994年 | 醉拳2                    | 黃飛鴻           | 演員                                                           | 41,046,234       | 狄龍、梅艷芳、劉家良、黃日華、錢嘉樂、盧惠光、劉德華、關秀媚、蔣志光                                                       |
| 1995年 | 紅番區                   | 馬漢強           | 演員                                                           | 56,911,136       | 梅艷芳、葉芳華、董驃、周華健、杜德偉                                                                                       |
| 1995年 | 霹靂火                   | 陳火滔           | 演員                                                           | 45,647,210       | 袁詠儀、楚原、文頌嫻、胡凱欣、王敏德、盧惠光、黃子華                                                                       |
| 1996年 | 警察故事4之簡單任務      | 陳家駒           | 演員、動作指導                                                 | 57,518,794       | 吳辰君、董驃、樓學賢 |
| 1997年 | 一個好人                 | Jackie           | 演員                                                           | 45,420,457       | 李婷宜、李察羅頓、高比莉莉、卡倫麥玲曼、周華健、洪金寶                                                                     |
| 1997年 | 知解時空                 |                  | 客串                                                           |                  | 杜德偉、周華健、張衛健、莫文蔚                                                                                             |
| 1998年 | 我是誰                   | 積奇/我是誰      | 導演、編劇、演員、動作指導                                     | 38,852,845       | 山本未來、法拉美穗（Michelle Ferre）                                                                                       |
| 1998年 | 尖峰時刻                 | Inspector Lee    | 演員                                                           | 13,113,770       | 傑士德加 |
| 1998年 | 幻影特攻                 |                  | 監製                                                           | 6,697,020        | 鄭伊健、陳小春、陳慧琳 |
| 1999年 | 玻璃樽                   | 陳子午           | 監製、編劇、演員、動作指導                                     | 27,547,639       | 周華健、舒淇、梁朝偉、任賢齊、周星馳、陳松勇、李詠嫻                                                                       |
| 1999年 | 喜劇之王                 | 臨時演員         | 客串                                                           | 29,848,860       | 周星馳、張柏芝、莫文蔚、吳孟達                                                                                             |
| 1999年 | 特警新人類               |                  | 出品人、客串                                                   | 15,631,989       | 謝霆鋒、馮德倫、李燦森、吳彥祖、曾志偉、吳鎮宇、葉佩雯、仲村亨                                                             |
| 1999年 | 紫雨風暴                 |                  | 出品人                                                         | 10,090,252       | 吳彥祖、甘國亮、周華健、何超儀                                                                                             |
| 2000年 | 西域威龍                 | 姜文             | 演員                                                           | 15,487,115       | 奧雲韋遜、劉玉玲 |
| 2001年 | 特務迷城                 | 袁小北           | 監製、演員、動作指導                                           | 30,009,076       | 曾志偉、徐若瑄、金玟、吳興國                                                                                               |
| 2001年 | 尖峰時刻2                | Inspector Lee    | 演員                                                           | 13,491,238       | 傑士德加、章子怡、尊龍 |
| 2002年 | 燕尾服                   | Jimmy Tong       | 演員                                                           |                  | Jennifer Love Hewitt |
| 2002年 | 千機變                   | Jackie           | 客串                                                           | 28,423,960       | Twins、鄭伊健、陳冠希、黃秋生、何超儀                                                                                      |
| 2003年 | 皇家威龍                 | 姜文             | 演員                                                           |                  | 奧雲韋遜、范文芳、甄子丹                                                                                                   |
| 2003年 | 飛龍再生                 | Eddie            | 演員、動作指導                                                 | 7,285,434        | 克萊兒·馥蘭妮、李·艾文斯、钟丽缇 ∗台譯：免死金牌                                                                           |
| 2004年 | 八十日環遊世界           | 路路通           | 演員                                                           |                  | Steve Coogan、洪金寶、吳彥祖、莫文蔚                                                                                       |
| 2004年 | 新警察故事               | 陳國榮           | 監製、演員、動作指導                                           | 21,109,502       | 謝霆鋒、吳彥祖、楊采妮、蔡卓妍、榮光、王傑、廖啟智、安志傑、伍佰                                                           |
| 2004年 | 千機變II之花都大戰       | 衛城             | 客串                                                           | 14,961,970       | Twins、陳冠希、范冰冰、吳彥祖、陳柏霖、瞿穎、梁家輝、房祖名、甄子丹                                                        |
| 2004年 | 大佬愛美麗               |                  | 出品人、客串                                                   | 10,598,739       | Twins、吳彥祖、陳奕迅、莫文蔚、馮德倫、杜汶澤、羅家英、謝霆鋒                                                              |
| 2005年 | 神話                     | 蒙毅將軍 / Jack  | 監製、演員、動作指導                                           | 17,062,608       | 金喜善、梁家輝、譚耀文、榮光                                                                                               |
| 2005年 | 精武家庭                 |                  | 出品人                                                         | 10,992,862       | 鍾欣桐、吳彥祖、馮德倫、黃秋生、何超儀、王敏德                                                                             |
| 2005年 | 長恨歌                   |                  | 出品人                                                         |                  | 鄭秀文、胡軍、吳彥祖、黃覺                                                                                                 |
| 2006年 | 寶貝計劃                 | 人字拖           | 監製、編劇、演員、動作指導                                     | 23,447,278       | 古天樂、許冠文、蔡卓妍、高圓圓、陳寶國、元彪、應采兒、吳彥祖、謝霆鋒                                                       |
| 2007年 | 尖峰時刻3                | Inspector Lee    | 演員                                                           |                  | 傑士德加、張靜初、真田廣之                                                                                                 |
| 2008年 | 功夫之王                 | 醉仙魯彥         | 演員                                                           | 11,782,832       | 李連傑、劉亦菲、李冰冰、鄒兆龍、Michael Angarano                                                                           |
| 2009年 | 新宿事件                 | 鐵頭             | 監製、演員                                                     | 13,913,420       | 竹中直人、吳彥祖、徐靜蕾、范冰冰、高捷、錢嘉樂、林雪、秦沛                                                                 |
| 2009年 | 尋找成龍                 | 成龍             | 客串、演員                                                     |                  | 元華 |
| 2009年 | 建國大業                 | 採訪李濟深的記者 | 客串                                                           |                  | |
| 2010年 | 大兵小將                 | 大兵             | 編劇、演員                                                     | 1,760,000        | 王力宏、王寶強、盧惠光 |
| 2010年 | 一屋特工隊               | Bob Ho           | 演員                                                           |                  | 安貝·瓦萊塔、Madeline Carroll                                                                                              |
| 2010年 | 功夫夢                   | Mr. Han          | 演員                                                           | 5,000,000        | 贾登·史密斯 |
| 2011年 | 新少林寺                 | 悟道             | 演員                                                           | 20,510,569       | 劉德華、謝霆鋒、吳京、范冰冰                                                                                               |
| 2011年 | 辛亥革命                 | 黃興             | 演員、導演                                                     | 1,569,087        | 李冰冰、房祖名、余少群、胡歌、趙文瑄                                                                                       |
| 2011年 | 楊門女將之軍令如山       |                  | 監製                                                           | 330,000          | 張柏芝、任賢齊、劉曉慶、鄭佩佩、周海媚                                                                                     |
| 2012年 | 十二生肖                 | Jackie/亞洲飛鷹  | 演員，導演，編劇，監製，動作指導，出品人，美術，攝影，動作設計 | 15,727,714       | 盧惠光、淺野長英、權相佑、張藍心、施祖男、廖凡、李宗盛、姚星彤、陳柏霖、林鳳嬌、吳彥祖、舒淇                               |
| 2013年 | 私人訂製                 | 自己             | 客串                                                           |                  | |
| 2013年 | 警察故事2013             | 鍾文             | 演員                                                           |                  | 劉燁、景甜、周晓鸥 |
| 2014年 | 救火英雄                 | 自己             | 客串                                                           |                  | |
| 2014年 | 一個人的武林             | 簡福             | 在電視放映《蛇形刁手》劇中露面                                 |                  | |
| 2015年 | 天將雄師                 | 霍安             | 演員、監製、動作指導                                           |                  | 崔始源、阿德裡安·布羅迪、約翰·庫薩克、林鵬、王若心、肖央                                                                   |
| 2015年 | 我是谁2015               |                  | 監製                                                           |                  | |
| 2016年 | 絕地逃亡                 | 班尼             | 演員                                                           |                  | 范冰冰、強尼·諾克斯維爾、曾志偉                                                                                            |
| 2016年 | 鐵道飛虎                 | 马原             | 演員                                                           |                  | 房祖名、徐帆、黃子韜、王凯、王大陸                                                                                         |
| 2017年 | 功夫瑜伽                 | 傑克             | 演員                                                           |                  | 李治廷、張藝興 |
| 2017年 | 逆時營救                 |                  | 監製                                                           |                  | |
| 2017年 | 英倫對決                 | 關玉明           | 演員                                                           |                  | |
| 2017年 | 機器之血                 | 林東             | 演員                                                           |                  | 卡爾·穆爾維、歐陽娜娜、羅志祥                                                                                              |
| 2017年 | 解憂雜貨店               | 解憂爺爺         | 演員、客串                                                     |                  | |
| 2017年 | 樂高旋風忍者電影         | 吳大師           | 演員                                                           |                  | |
| 2018年 | 成龍環保英雄             | 他自己           | 演員                                                           |                  | 國家地理頻道紀錄片 |
| 2019年 | 神探蒲松齡               | 蒲松齡           | 演員                                                           |                  | 阮经天 |
| 2019年 | 龍牌之謎                 | 白魔法師         | 演員                                                           |                  | 阿諾·史瓦辛格 |
| 2019年 | 攀登者                   |                  | 演員、客串                                                     |                  | |
| 2020年 | 急先鋒                   | 唐焕庭           | 演員                                                           |                  | |
| 2021年 | 總是有愛在隔離           |                  | 演員                                                           |                  | 古天樂, 梁家輝, 鄭則仕, 吳鎮宇, 曾志偉, 林家棟, 吳鎮宇, 錢嘉樂, 張智霖, 劉心悠, 周秀娜, 陳瀅, 薛凱琪, 余安安, 元秋, 韓馬利 |
| 2021年 | 曾經相愛的我們           | 陳叔             | 演員                                                           |                  | |
| 2023年 | 龍馬精神                 | 老羅             | 演員                                                           |                  | 刘浩存、郭麒麟 |
| 2023年 | 狂怒沙暴                 | 罗峰             | 演員                                                           |                  | 约翰·塞纳 |
| 2024年 | 傳說                     | 房教授/趙戰      | 男主角                                                         |                  | 張藝興、古力娜扎 |
| 2024年 | 熊貓計劃                 | Jackie           | 男主角                                                         |                  | 魏翔、韓彥博 |
| 2025年 | 小子難纏：空手道傳奇     | 韓先生           | 演員                                                           |                  | 雷夫·馬奇歐、王班 |
| 2025年 | 捕風追影                 | 黃德忠           | 男主角                                                         |                  | 梁家輝 |
| 待上映 | 陌生家庭                 | 任继青           |                                                                |                  | 彭昱暢 |

### 配音
| 年代   | 片名                           | 角色       | 職務       | 香港票房（港元） | 合作演員 / 備註 |
| 1998年 | 花木蘭                         | 李翔       | 配音       |                  |                 |
| 2008年 | 功夫熊貓                       | 猴王       | 配音       | 31,471,718       |                 |
| 2011年 | 功夫熊貓2                      | 猴王       | 配音       | 39,469,375       |                 |
| 2016年 | 功夫熊貓3                      | 猴王、李山 | 配音       |                  |                 |
| 2016年 | 西遊記之大聖歸來               | 孫悟空     | 配音(美版) |                  |                 |
| 2017年 | 地球：神奇的一天               | 旁白       |            |                  | BBC Earth Films |
| 2017年 | 樂高忍者電影                   | 胡大師     | 配音       |                  |                 |
| 2017年 | The Nut Job 2: Nutty by Nature | Mr. Feng   | 配音       |                  |                 |
| 2021年 | 許願神龍                       | 神龍       | 配音       |                  |                 |
| 2023年 | 忍者龜：變種大亂鬥             | 斯普林特   | 配音       |                  |                 |

## 综艺节目

### 韩国
| 年份   | 電視台 | 節目                                                          |
| 2011年 | SBS    | 《Running Man》EP.72、73（以影片方式特別出演）                |
| 2013年 | SBS    | 《Running Man》（第135集，跟始源共同参与。）                  |
| 2013年 | MBC    | 《膝盖道士》（20130228）                                      |
| 2014年 | KBS2   | 《Happy Together》第三季（第335集，跟始源和Narsha共同参与。） |

### 中国大陆
| 年份   | 日期                             | 電視台   | 節目                                         |
| 2014年 | 2月6日                           | 浙江卫视 | 《我看你有戏》（以导师身份参与）             |
| 2014年 | 《12道锋味》第一季第四期（嘉賓） | 浙江卫视 |                                              |
| 2016年 | 12月24日                         | 湖南卫视 | 《快乐大本营》（宣传电影《铁道飞虎》）       |
| 2017年 | 1月20日                          | 浙江卫视 | 《王牌对王牌》第二季（宣传电影《功夫瑜伽》） |
| 2020年 | 2月22日                          | 湖南卫视 | 《快乐大本营》（宣传电影《急先鋒》）         |
| 2020年 | 3月21日                          | 湖南卫视 | 《快乐大本营》（宣传电影《急先鋒》）         |

## 音樂作品

### 唱片

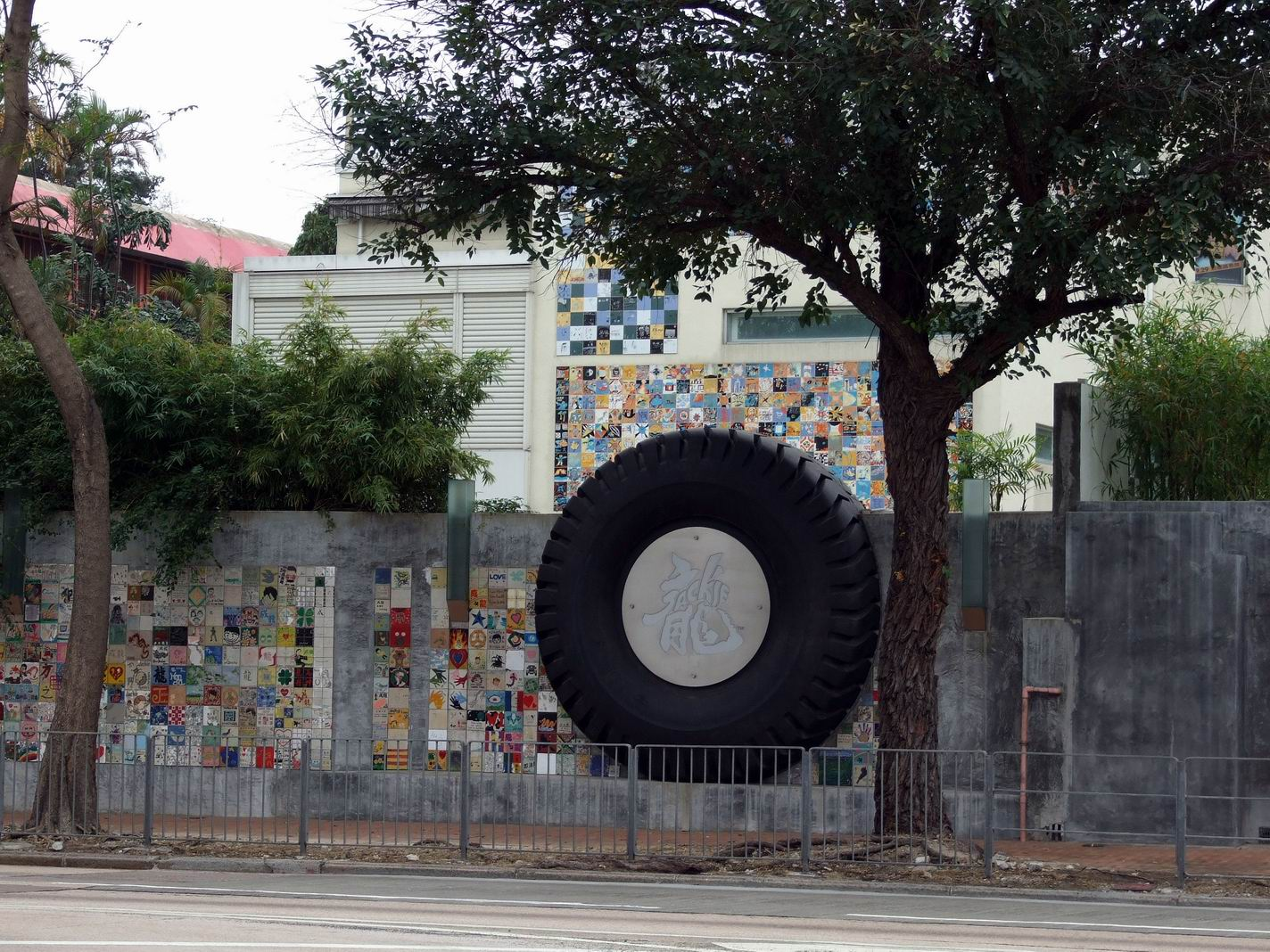
成龍位於香港九龍塘的製作公司

| 專輯名稱               | 發行日期 |
| ---------------------- | -------- |
| 《愛我》               | 1984年   |
| 《謝謝你》             | 1984年   |
| 《理想樂園》           | 1986年   |
| 《成龍》               | 1986年   |
| 《没問题》             | 1987年   |
| 《The Best of》        | 1988年   |
| 《再次見你》           | 1989年   |
| 《拿球棒的人》         | 1989年   |
| 《第一次》             | 1992年   |
| 《超级精裝大戲主題曲》 | 1995年   |
| 《龍的心》             | 1996年   |
| 《真的，用了心》       | 2002年   |
| 《我還是成龍》         | 2018年   |

### 歌曲
- 1998年〈要把愛尋回來〉（何嘉莉、成龍合唱），收錄於香港女歌手何嘉莉音樂專輯《My Dreams》
- 2001年 成龍、Mavis Fan范曉萱《身不由己》電影特務迷城主題曲

### 派台歌曲成績
| 派台歌曲四台上榜最高位置 | 派台歌曲四台上榜最高位置 | 派台歌曲四台上榜最高位置 | 派台歌曲四台上榜最高位置 | 派台歌曲四台上榜最高位置 | 派台歌曲四台上榜最高位置 | 派台歌曲四台上榜最高位置 |
| ------------------------ | ------------------------ | ------------------------ | ------------------------ | ------------------------ | ------------------------ | ------------------------ |
| 唱片                     | 歌曲                     | 903                      | RTHK                     | 997                      | TVB                      | 備註                     |
| 1986年                   |                          |                          |                          |                          |                          |                          |
|                          | 英雄故事                 | /                        | /                        |                          | /                        |                          |
| 1987年                   |                          |                          |                          |                          |                          |                          |
|                          | My Little Girl           | /                        | 3                        |                          | /                        |                          |
| 1988年                   |                          |                          |                          |                          |                          |                          |
| 成龍                     | 午夜吻別前               | /                        | /                        |                          | 5                        | 與河合奈保子合唱         |
| 成龍                     | 新的日記                 | /                        | 9                        |                          | /                        |                          |
| 成龍                     | 人生剪接機               | /                        | 6                        |                          | /                        |                          |
| 1991年                   |                          |                          |                          |                          |                          |                          |
| 迷情                     | 我做得到                 | 10                       | 3                        |                          | 5                        | 與譚詠麟合唱             |
| 滔滔千里心               | 滔滔千里心               | (1)                      | 3                        |                          | -                        | 群星合唱                 |
| 1992年                   |                          |                          |                          |                          |                          |                          |
| 第一次                   | 明明白白我的心           | /                        | 1                        | 1                        | /                        | 與陳淑樺合唱             |
| 第一次                   | 但願花常在               | /                        | 8                        |                          | /                        |                          |

| 各台冠軍歌總數 | 各台冠軍歌總數 | 各台冠軍歌總數 | 各台冠軍歌總數 | 各台冠軍歌總數    |
| -------------- | -------------- | -------------- | -------------- | ----------------- |
| 903            | RTHK           | 997            | TVB            | 備註              |
| 1              | 1              | 1              | 0              | 四台冠軍歌總數：0 |

## 出版作品

### 書籍

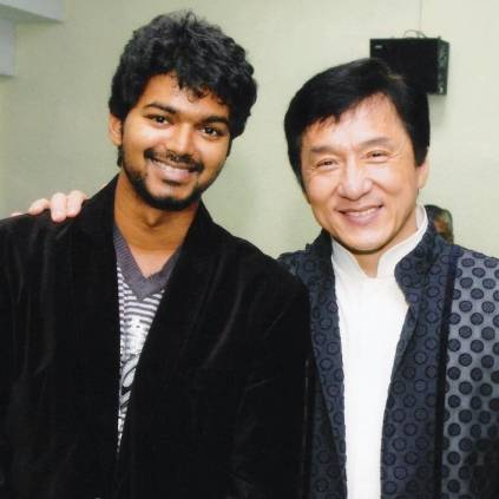
2008年 成龙与维杰

| 年份   | 書名                                           | 作者               | 出版社   |
| 1997年 | 《成龍：神勇的X先生》（美國塔普斯漫畫，共6集） | 成龍               |          |
| 1998年 | 《我是成龍》                                   | 成龍               | 時報出版 |
| 2015年 | 《成龍：還沒長大就老了》                       | 成龍口述、朱墨記錄 |          |

## 動畫
- 《成龙历险记》（2000）
- 《奇幻龙宝 （页面存档备份，存于）》（2011）
- 《新成龙历险记 （页面存档备份，存于）》（2017）
- 《LEGO 旋風忍者大電影》 （2018）

## 榮譽

### 電影獎項

#### 奥斯卡金像奖
| 年份   | 頒獎典禮           | 獎項             | 結果 |
| 2016年 | 第89屆奥斯卡金像奖 | 奥斯卡终身成就奖 | 獲獎 |

#### 英國電影學院獎
| 年份   | 頒獎典禮       | 獎項           | 結果 |
| 2019年 | 英國電影學院獎 | 世界娛樂貢獻獎 | 獲獎 |

#### 盧卡諾影展
| 年份   | 頒獎典禮         | 獎項       | 結果 |
| 2025年 | 第78屆盧卡諾影展 | 榮譽金豹獎 | 獲獎 |

#### 金馬獎
| 年份   | 頒獎典禮     | 獎項                                             | 結果 |
| 1984年 | 第21屆金馬獎 | 最佳男主角：《A計劃》（成龍）                    | 提名 |
| 1987年 | 第24屆金馬獎 | 最佳劇情片：《胭脂扣》（成龍）                   | 提名 |
| 1987年 | 第24屆金馬獎 | 最佳導演：《A計劃續集》（成龍）                  | 提名 |
| 1987年 | 第24屆金馬獎 | 特別獎（成龍）                                   | 獲獎 |
| 1991年 | 第28屆金馬獎 | 特別成就獎（成龍）                               | 獲獎 |
| 1992年 | 第29屆金馬獎 | 最佳男主角：《警察故事Ⅲ超級警察》（成龍）        | 獲獎 |
| 1993年 | 第30屆金馬獎 | 最佳男主角：《重案組》（成龍）                   | 獲獎 |
| 1993年 | 第30屆金馬獎 | 最佳動作指導：《重案組》（成龍、成家班）         | 提名 |
| 1995年 | 第32屆金馬獎 | 最佳動作指導：《紅番區》（唐季禮、成龍）         | 提名 |
| 1999年 | 第36屆金馬獎 | 最佳動作指導：《玻璃樽》（成龍、成家班）         | 提名 |
| 2013年 | 第50屆金馬獎 | 最佳動作設計：《十二生肖》（成龍、何鈞、成家班） | 獲獎 |

#### 香港電影金像獎
| 年份   | 頒獎典禮             | 獎項                                                             | 結果 |
| 1983年 | 第2屆香港電影金像獎  | 最佳動作指導：《龍少爺》（成龍、元奎、馮克安）                   | 提名 |
| 1985年 | 第4屆香港電影金像獎  | 最佳男主角：《a計劃》（成龍）                                    | 提名 |
| 1986年 | 第5屆香港電影金像獎  | 最佳導演：《警察故事》（成龍）                                   | 提名 |
| 1986年 | 第5屆香港電影金像獎  | 最佳男主角：《警察故事》（成龍）                                 | 提名 |
| 1986年 | 第5屆香港電影金像獎  | 最佳男主角：《龍的心》（成龍）                                   | 提名 |
| 1989年 | 第8屆香港電影金像獎  | 最佳電影：《胭脂扣》（成龍）                                     | 獲獎 |
| 1990年 | 第9屆香港電影金像獎  | 最佳男主角：《奇蹟》（成龍）                                     | 提名 |
| 1993年 | 第12屆香港電影金像獎 | 最佳男主角：《警察故事Ⅲ超級警察》（成龍）                        | 提名 |
| 1994年 | 第13屆香港電影金像獎 | 最佳動作指導：《重案組》（成龍、成家班）                         | 提名 |
| 1994年 | 第13屆香港電影金像獎 | 最佳男主角：《重案組》（成龍）                                   | 提名 |
| 1996年 | 第15屆香港電影金像獎 | 最佳動作設計：《紅番區》（唐季禮、成龍）                         | 獲獎 |
| 1996年 | 第15屆香港電影金像獎 | 最佳男主角：《紅番區》（成龍）                                   | 提名 |
| 1997年 | 第16屆香港電影金像獎 | 最佳男主角：《警察故事4之簡單任務》（成龍）                      | 提名 |
| 1999年 | 第18屆香港電影金像獎 | 最佳動作設計：《我是誰》（成龍）                                 | 獲獎 |
| 1999年 | 第18屆香港電影金像獎 | 最佳男主角：《我是誰》（成龍）                                   | 提名 |
| 2000年 | 第19屆香港電影金像獎 | 最佳動作設計：《玻璃樽》（成龍、成家班）                         | 提名 |
| 2005年 | 第24屆香港電影金像獎 | 最佳男主角：《新警察故事》（成龍）                               | 提名 |
| 2005年 | 第24屆香港電影金像獎 | 專業精神獎：（成龍）                                             | 獲獎 |
| 2006年 | 第25屆香港電影金像獎 | 最佳動作設計：《神話》（成龍、唐季禮、元德）                     | 提名 |
| 2006年 | 第25屆香港電影金像獎 | 最佳原創電影歌曲：《Endless Love》（神話）（主唱：成龍、金喜善） | 提名 |
| 2007年 | 第26屆香港電影金像獎 | 最佳動作設計：《寶貝計劃》（成龍、李忠志、成家班）               | 提名 |
| 2013年 | 第32屆香港電影金像獎 | 最佳動作設計：《十二生肖》（成龍、何鈞）                         | 獲獎 |
| 2016年 | 第35屆香港電影金像獎 | 最佳動作設計：《天將雄師》（成龍、成家班）                       | 提名 |

#### 金雞獎
| 年份   | 頒獎典禮             | 獎項                               | 結果 |
| 2005年 | 第25屆中國電影金鸡奖 | 最佳男主角：《新警察故事》（成龍） | 獲獎 |

#### 亞太影展
| 年份   | 頒獎典禮       | 獎項           | 結果 |
| 2010年 | 第54屆亞太影展 | 電影傑出成就獎 | 獲獎 |

#### 華鼎獎
| 年份   | 頒獎典禮    | 獎項                                             | 結果 |
| 2007年 | 第1屆華鼎獎 | 演藝名人公眾形象調查年度大獎                     | 獲獎 |
| 2012年 | 第7屆華鼎獎 | 亞洲傑出成就大獎                                 | 獲獎 |
| 2013年 | 第9屆華鼎獎 | 中國最佳導演獎第2名：《十二生肖》（成龍）        | 獲獎 |
| 2013年 | 第9屆華鼎獎 | 中國最佳電影動作指導：《十二生肖》（成龍、何鈞） | 獲獎 |

### 其他

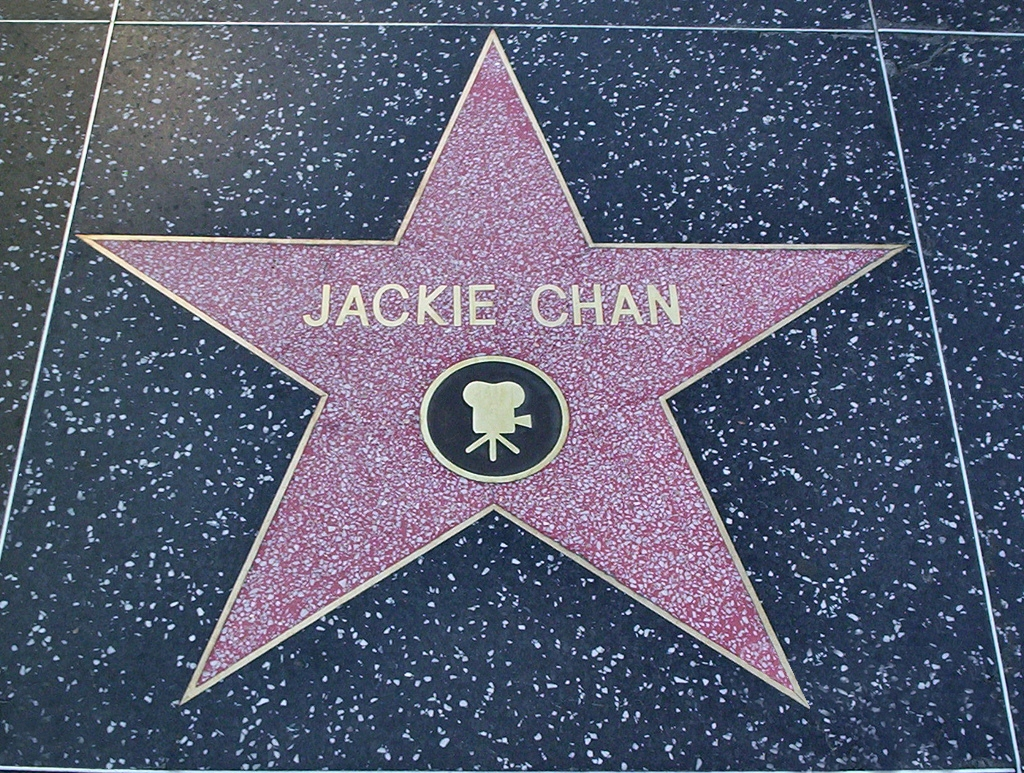
好莱坞星光大道上的成龙星

| 年份   | 榮譽                                        |
| 1986年 | 香港十大傑出青年獎                          |
| 1988年 | 世界傑出華人青年獎                          |
| 1989年 | 英国MBE勳銜                                 |
| 1990年 | 法国艺术与文学骑士勋章                      |
| 1992年 | 中華民國全球傑出華裔青年特別獎              |
| 1995年 | 香港旅遊大使                                |
| 1996年 | 香港浸會大學榮譽社會科學博士學位            |
| 1998年 | 香港演藝學院榮譽院士                        |
| 1999年 | 香港特区政府颁发银紫荆星章                  |
| 1999年 | 第三届好莱坞电影节年度男演员                |
| 2000年 | 北京申办奥运会大使                          |
| 2001年 | 董氏基金會國際拒菸大使                      |
| 2003年 | 感動中國年度人物                            |
| 2006年 | 亞太區旅遊大使                              |
| 2015年 | 馬來西亞最高元首頒賜PMW拿督勳銜             |
| 2016年 | “2016世界上最受尊敬的名人”第4位（男性榜单） |

## 爭議

### “不用替身”说

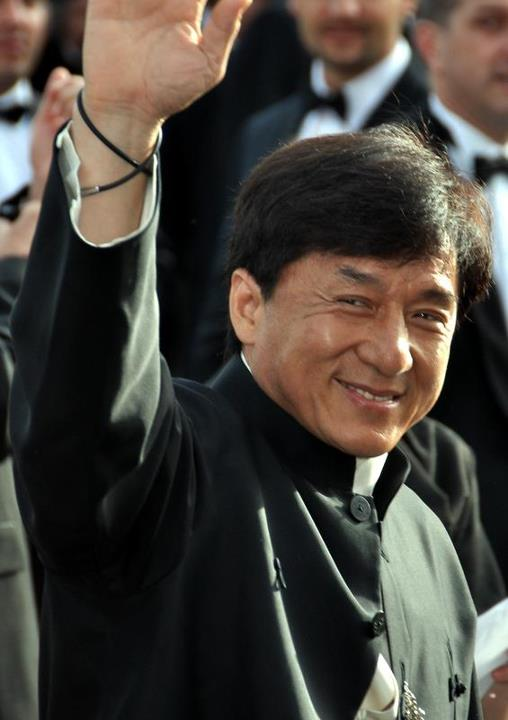
2012年坎城影展上的成龙

成龙刚出道不久就自称：“我拍武打片从来不用替身演員”，并长期以此作为影片的卖点来宣传自己。不过电影人罗礼贤表示“成龙有用過替身”。事发后成龙才被迫承认罗礼贤、錢嘉樂、马毅及柯受良有為他擔任過替身。

### 私生女
成龙与吳綺莉有一非婚生女儿吴卓林，媒体一般称之为「小龙女」。就私生女一事，成龙发表过两次的谈话，粤语一次，普通话一次。1999年11月，成龍開記者會坦承外遇吳綺莉，他用粤语说說：“我做錯了全世界好多男人都做錯了的事。 （页面存档备份，存于）”並表示，“若小孩是我的，我會負責”。可是多年來，私生女吳卓林和吳綺莉一直相依為命。普通话谈及小龙女事件，成龙用普通话说“我是犯了天下某些男人犯的错事” （页面存档备份，存于）。这两次的谈话，常被媒体误传为“我犯了，全天下男人都会犯的错”。

### 自称房玄龄后人
2003年成龙将其子改回房姓，2004年，成龙自称是唐朝宰相房玄龄的后代，并前往山东寻根。但有专家认为成龙真正祖籍应是安徽和县，认房玄龄为祖，是一厢情愿。

### 李宗盛演唱會醉酒闹事
2006年7月10日，歌手李宗盛於香港舉行演唱會接近尾聲期間，在未經安排之下，成龍帶著醉意突然上臺要求獨唱一首《壯志在我胸》，其後還要求與李宗盛合唱《真心英雄》，並表示很享受在舞台上表演，因為可以擔當樂隊指揮的角色。現場觀眾為成龍戲耍樂隊並搗亂舞臺的表現連番喝倒彩，成龍為此非常不悅。觀眾異常嘩然，連番起哄讓其下臺。期間成龍更向台下觀眾爆粗。在離開演唱會場地時，成龍道歉表示自己喝醉了，而鬧場20分鐘，讓演唱會超時，成龍的表現也遭旅遊局關切，認為他酒醉、粗話連連的醜態，已經影響了香港旅遊大使的形象。

### 特權使用解放軍軍用車牌
2013年成龍座駕奧迪A8私家車車牌「軍B206xx」被人拍攝並散布網路。该車牌屬中共中央軍委屬下的解放軍總政治部。

### 亲身力挺薄熙來兒子
中共前政治局委員薄熙來兒子薄瓜瓜在牛津開絲路舞會時，成龍與薄瓜瓜同臺獻唱。成龙的出席帮薄瓜瓜于2009年争取到资质存疑的英国十大杰出华人青年“大本钟奖”，理由之一是，「著名影视明星成龙在听说了薄瓜瓜在西方主流社会的影响后，专赴牛津和他共同主持了一次中西文化交流盛会」。

### 捐中國古建筑引争议
2013年4月4日，成龙在微博上表示将把自己收藏的四栋中国古建筑捐赠给新加坡科技設計大學做教学之用，被部分网民质疑将中国文物送给外国是否爱国表现。

### 房祖名吸毒案
2014年8月18日，北京市公安局證實，成龙長子房祖名與台灣演員柯震東8月14日在北京涉嫌吸毒。房祖名在被提起公诉，判处六个月有期徒刑。《壹电视》称成龙身为全国政协委员与中共关系良好，但与他结交的政治人物，多是江泽民、周永康一派的，和中共中央总书记习近平正好对立。另有传媒认为房祖名被捕是由於成龙在今年中共兩會上与宋祖英的二人貼臉曖昧照被媒體曝光。

## 政治立场
1986年，英女王伊利沙伯二世訪問香港，成龍第一個登臺表演。因此被英國授予大英帝國員佐勳章。
1989年5月27日，成龍與眾藝人（包括:譚詠麟、陳欣健、鍾鎮濤、張明敏、Maria Cordero等）到跑馬地馬場參與《民主歌聲獻中華》為支持北京八九民運而舉辦的籌款活動。
1992年，成龙荣获中华民国八十一年全球杰出华裔青年特别奖，并受到时任中华民国总统李登辉的接见。
1997年7月1日香港回歸當天，時任中共中央總書記江澤民對成龍高度正面評價。
成龙2004年3月28日在上海演讲时，脱稿批评2004年中華民國總統選舉所发生的三一九槍擊事件是一个“天大的笑话”，并认为“不管统一不统一，最要紧是要和平相处，整个地方，不管是香港、台灣，如果我们统一之后我们一定会是世界最强的一个国家。”
2006年9月19日出席香港电影《宝贝计划》的首映会上，他被媒体问到对于台湾倒扁活动的看法说：“所以我讲的话是对的，两年前我讲‘天大的笑话’，两年后今天已经是......，国际性的笑话，不是，宇宙的笑话，我看了觉得很可怜，两边也觉得很可怜。”「不会收回两年前曾说过“天大的笑话”的发言，因为台湾政局越来越混乱」。
成龙在2007年公開表示「中國人是需要管的」。2009年他于海南博鳌亚洲论坛又公开表示：「香港和台湾因太自由而很乱，所以中国人一定是需要管的，否则便会为所欲为」。2012年他接受《南方人物周刊》訪問时，就“中国人是否需要文化自由”的问题再次重申「中國人一定要管」。
2007年香港立法會香港島地方選區補選，成龍堅決支持4號候選人葉劉淑儀。
2009年，成龍於海南博鳌亚洲论坛表示，香港和台湾因“太自由而很乱”，引来猛烈抨击，即使娱乐圈中人（包括其儿子房祖名）亦对其言论不表认同，要求他“少讲少错”。
2012年12月11日，成龍接受《南方人物周刊》訪問時表示，港英時期香港人沒有自由，受英国高壓镇压，香港人喜欢自由，不喜歡鎮壓，但不能為所欲為，现在香港成為「遊行之都」，應該規定「什麼可以遊行、什麼不能遊行」，不认同特首上台市民就批评的行為，「香港現在有過3個特首了，每一個上台都被罵。我就不相信每個特首上來都是要害香港的」，也稱香港已回归中国，不应经常责骂中国领导人；談及國家觀念時表示：「我們生在香港，不中不西。拿着英國護照，但是去英國要蓋章，要拿VISA。到那邊還要問你來英國幹什麽。英國不是我的國家嗎？不是。你是一個被遺棄的小孩子，我擁有你，但是我又不管你。」他不讳言提及自己年轻时拍戏时面对黑社会的“疯狂”事迹。他声言当时不少艺人被黑社会欺负，连刘德华也被枪指着要求拍戏，故成龙自己当时亦每天携枪出外，甚至用钱聘用“穿草鞋的”对付黑社会。
多次主办大型游行的民間人權陣線副召集人王浩賢批评成龙要规管游行的说法“可耻”，认为他不了解公民权利，亦无视人权和集会自由等价值，必须为自己的言论负责。他指成龙或许太富有，不明白民间疾苦，不明白市民为何要上街争取，建议成龍多花时间关心基层。
成龙于2013年正式担任中国人民政治协商会议全国委员会委员。
2014年12月23日晚成龙在接受《新华访谈》独家专访中称：“每个中国人都该‘反佔中’。有很多渠道去表达心声，你可以坐在家里，也可以去别的地方，你不需要站在马路中间。”
2019年6月13日成龙在台湾宣传新专辑，当记者问起对示威活动的看法时，成龙表示他才得知消息，称“我都不知道是什么事情”。
2019年11月23日，即2019年香港區議會選舉前一日，中國外交部駐港特派員公署Facebook專頁上載了一條由40多位藝人拍攝的片段，內容主要目的是呼籲用選票向暴力說不。成龍為其中一員，其餘藝人為惠英紅、王祖藍、容祖兒、陳小春、陳雅倫、莫華倫、吳啟華、肥媽、洪祖星、周海媚、陳浩民、翁虹、關禮傑、林俊賢、劉錫明、李國祥、梁競徽、黃子楊、洪天照、莫鎮賢、梁家仁、湯寶如、李霖恩、李耀景、楊明、張柏文、歐靄玲、陳柏宇、彭敬慈、文佩玲、蔡淇俊、陳國坤、林漪娸、李美慧、吳毅將、黎瑞恩、何婉盈、黃銘健、莊思敏、莊思明、陳秀麗、顏光興、顏仟汶、林迪安、黃竣鋒、鍾少雄。
2020年5月29日，成龍參與支持港版國安法的聯署。
2021年7月8日，成龙在北京中国电影家协会主办的“电影界学习贯彻习近平总书记‘七一’重要讲话精神座谈会”上表示：“我要做党员”。

## 外部連結
维基共享资源上的相關多媒體資源：成龙
- 成龍官方網站 （页面存档备份，存于）（英文）
- 成龍的網誌 （页面存档备份，存于）（英文）
- 成龍的新浪微博（中文）
- 成龍的X（前Twitter）（英文）
- 成龍的Facebook專頁（英文）
- 成龍的Instagram帳戶（英文）
- 成龍的新浪博客（简体中文）
- 成龍的快手帳戶 （页面存档备份，存于）（简体中文）
- 成龍在互联网电影资料库（IMDb）上的資料（英文）
- 成龍在香港影庫上的簡介
- 成龍在豆瓣上的资料（简体中文）
- 成龍在时光网上的簡介（简体中文）
- 在AllMovie上成龍的頁面（英文）
- 成龍在華文影史庫上的簡介 （页面存档备份，存于）（繁體中文）